# شانگهای (فیلم ۲۰۱۰)
شانگهای (انگلیسی: Shanghai) فیلمی در ژانر نئو نوآر است که در سال ۲۰۱۰ منتشر شد.
نویسنده فیلمنامه شانگهای حسین امینی فیلمنامه‌نویس ایرانی-بریتانیایی سینمای هالیوود است.

## بازیگران
- جان کیوساک
- جفری دین مورگان
- چو یون فات
- گونگ لی
- کن واتانابه
- رینکو کیکوچی
- فرانکا پوتنته
- دیوید مورس
- هیو بونه‌ویل
- مایکل کالکین

## داستان
ماجرا در سال ۱۹۴۱ و در شانگهای می‌گذرد. ژاپنی‌ها بر شانگهای مسلطند و برخی چینی‌ها برای آن‌‌ها کار می‌کنند. آمریکایی‌ها دنبال منافع خودشان هستند و پل سُمز (جان کیوزاک) جاسوسی است که در قالب یک روزنامه‌نگار به این شهر آمده‌است. پل توسط سفیر آمریکا مطلع می‌شود دوست صمیمی‌اش، کانر (جفری دین مورگان)، به دلایل سیاسی و نظامی پنهانی به قتل رسیده. او در پی یافتن قاتل و رازی که کانر به آن پی برده‌بود بر می‌آید و در این راه با آنتونی و آنا لان‌تینگ (چو یون‌فت و گونگ لی)، زوج چینی متمولی که دستورات کاپیتان تاناکا (کن واتانابه)، فرمانده‌ی اطلاعاتی ژاپن در شانگهای، را اجرا می‌کنند آشنا می‌شود. اما پل پی می‌برد که در خانواده‌ی لان تینگ